# Assam
Assam er en delstat i den nordøstlige del af Indien. Den omgives af delstaterne Arunachal Pradesh, Nagaland, Manipur, Mizoram, Tripura og Meghalaya som alle ligger nordøst for Bangladesh og kun er forbundet med resten af Indien ved hjælp af smalt stykke land. Assam grænser desuden op til både Bangladesh og Bhutan.
Assam er kendt for sin produktion af te og olie og for at være hjemsted for en række truede dyrearter. I Kaziranga National Park finder man blandt andet den største bestand i verden af det indiske næsehorn samt en bestand af tigre, og i Manas National Park findes dyr som elefanter, tigre samt arter af for eksempel harer og skildpadder, der ikke findes andre steder. Begge nationalparker på UNESCOs Verdensarvsliste. 
Delstatens areal er på 78.438 km², og der bor 26.655.528 (2001) mennesker. Assam har ligesom resten af Indien oplevet en stor økonomisk vækst i de seneste år og har blandt andet nydt godt af de høje oliepriser.
26°N 93°Ø / 26°N 93°Ø